# Marcel Goc
Marcel Goc, född 24 augusti 1983, är en tysk professionell ishockeyspelare som spelar för St. Louis Blues i National Hockey League (NHL). Han har tidigare spelat på NHL-nivå för San Jose Sharks, Nashville Predators, Florida Panthers och Pittsburgh Penguins och på lägre nivåer för Cleveland Barons i American Hockey League (AHL) och Schwenninger Wild Wings och Adler Mannheim i Deutsche Eishockey Liga (DEL).
Goc draftades i första rundan i 2001 års draft av San Jose Sharks som 20:e spelare totalt.
Han var med och tog OS-silver 2018.